# Esculina
L'esculina è un glucoside che si estrae dall'Aesculus hippocastanum, dall'Aesculus californica e dalla Daphne mezereum.
In microbiologia può essere utilizzato per l'identificazione di alcune specie batteriche, in particolare gli enterococchi.